# Rejon Toruński
Rejon Toruński – jeden z trzech Rejonów w rzymskokatolickiej diecezji toruńskiej. Dziekanem Rejonu jest ks. prałat Stanisław Majewski.
W skład Rejonu Toruńskiego wchodzi osiem dekanatów:
- dekanat Bierzgłowo
- dekanat Chełmża
- dekanat Kowalewo Pomorskie
- dekanat Toruń I
- dekanat Toruń II
- dekanat Toruń III
- dekanat Toruń IV
- dekanat Unisław